# Potawatomi State Park Observation Tower
La Potawatomi State Park Observation Tower est une tour d'observation américaine située au sein du Potawatomi State Park, dans le comté de Door, au Wisconsin. Construite en 1932, elle est inscrite au Registre national des lieux historiques depuis le 5 février 2021.